# Andrea di Giusto
Andrea di Giusto (Firenze, 1400 circa – 2 settembre 1450) è stato un pittore italiano.

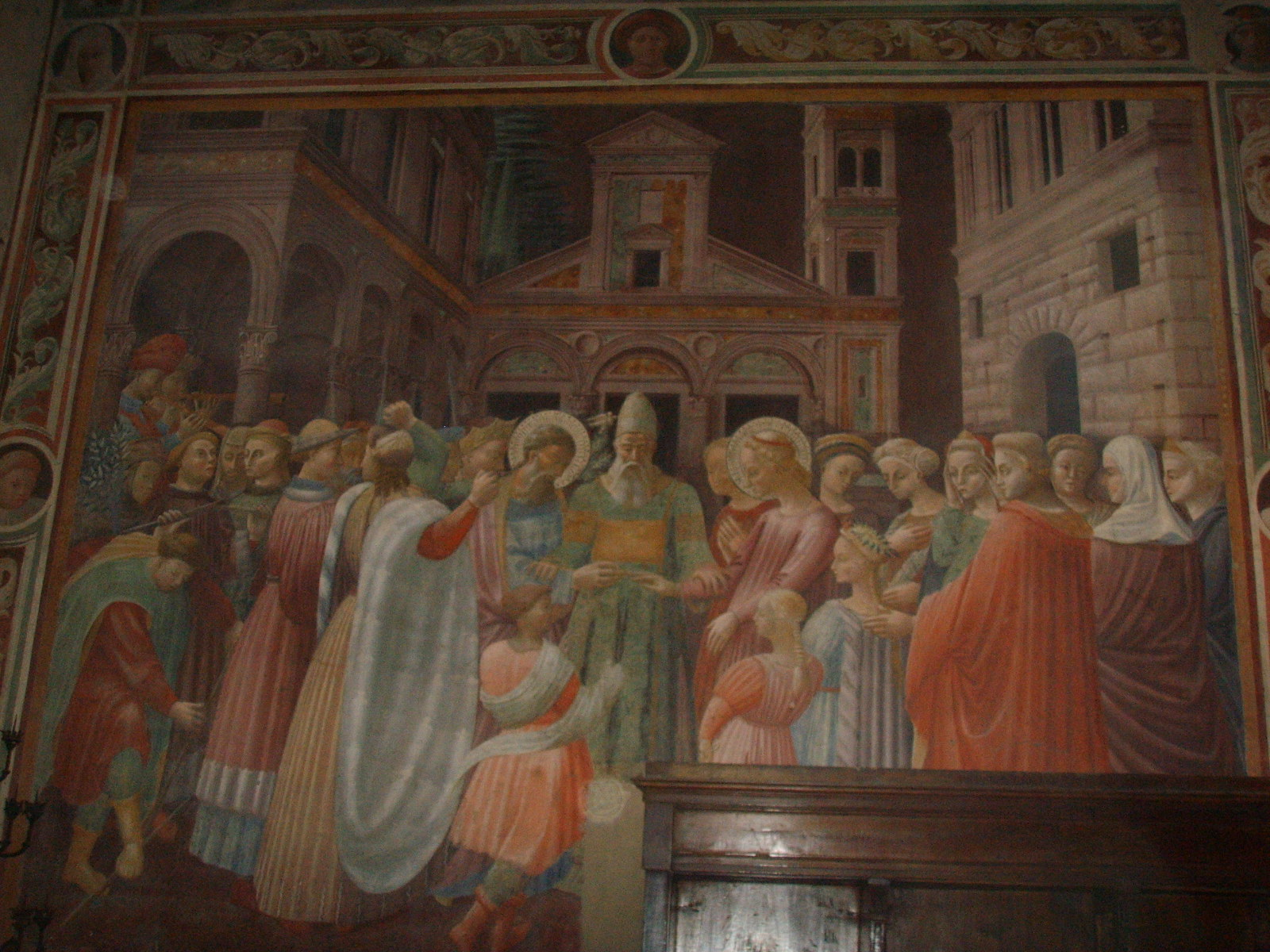
Sposalizio della Vergine, Andrea di Giusto e Paolo Uccello, Duomo di Prato

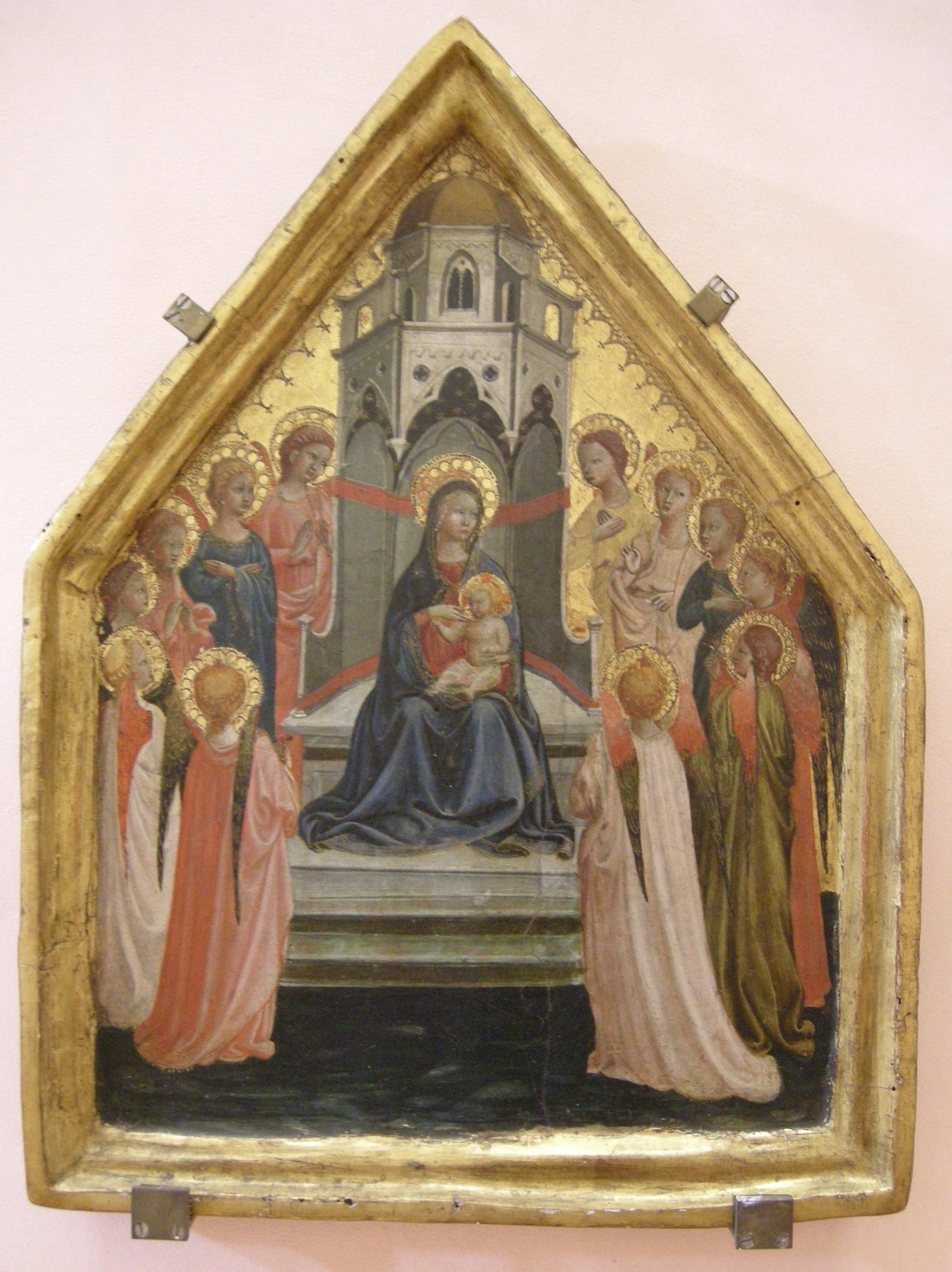
La Madonna del Museo Bandini

Gaetano Milanesi riportò il cognome "Manzini" per il pittore, che non ha trovato conferme documentarie, nonostante sia ancora usato su talune fonti.

## Biografia
Le prime notizie su Andrea di Giusto risalgono al 1420-1424, quando è ricordato come garzone della bottega di Bicci di Lorenzo in un'impresa presso l'ospedale di Santa Maria Nuova. Nel 1424 ricevette un pagamento come aiuto dello stesso maestro per la coloritura di terrecotte destinate alla chiesa di Sant'Egidio, modellate da Dello Delli.
Una svolta si ebbe attorno al 1426, quando è documentato come aiuto di Masaccio per il Polittico di Pisa, per il quale eseguì una parte della predella con le Storie di san Giuliano. Legate all'influenza di Masaccio sono opere di quegli anni, come il Miracolo dell'indemoniato a Filadelfia. Nel 1428 si immatricolò all'Arte dei Medici e Speziali di Firenze, che accoglieva anche i pittori, ed è registrato come "Andrea di Giusto di Giovanni Bugli".
Nel 1435 completò un polittico per la chiesa dalla Badia di Monte Uliveto (alle Sacca) nei dintorni di Prato. L'opera, oggi nel locale Museo di Palazzo Pretorio, raffigura la Madonna col Bambino tra i santi Bartolomeo, Giovanni Battista, Benedetto e Margherita; Annunciazione; predella con Storie dei Santi; Natività. Fu influenzata nell'impaginazione generale da un polittico di Lorenzo Monaco (a cui anticamente era attribuita l'opera) per la chiesa di San Bartolomeo a Monte Oliveto a Firenze, mentre il pannello con l'Imposizione del nome al Battista si ispirava a quello di Beato Angelico oggi nel Museo di San Marco.
All'Angelico si ispirò poi gran parte della sua produzione successiva: la Madonna col bambino tra dodici angeli nel Museo Bandini (1430-1435 circa), la pala dell'Adorazione dei Magi e quattro santi (Trittico Serristori) della chiesa di Sant'Andrea a Ripalta (Figline Valdarno, 1436), ora conservata al Museo d'arte sacra della collegiata di Santa Maria, la Madonna della Cintola e santi per la chiesa di Santa Margherita a Cortona (firmata e datata 1437), oggi alla Galleria dell'Accademia.
Altre opere sono l'Assunta a Santi (1437) alla Galleria dell'Accademia o il Trittico Gualino della Pinacoteca di Torino.
Nel 1437 è largamente condivisa tra gli studiosi una sua partecipazione nel completamento delle Storie della Vergine e di santo Stefano ad affresco della Cappella Bocchineri nel Duomo di Prato, lasciati incompiuti da Paolo Uccello, e segnatamente Il seppellimento di S. Stefano, Lo sposalizio della Vergine, e le figure de la Lapidazione di S. Stefano.
Negli anni quaranta dipinse poi una Madonna col Bambino e santi per la chiesa di San Michele a Mormiano, oggi in Sant'Alessandro a Incisa in Val d'Arno.
Al Museo di arte sacra di Montespertoli, è conservata la Madonna con Gesù Bambino (1440 - 1450 circa), proveniente dalls Chiesa di Santa Maria a Mensola.
Altre sue opere sono conservate alla Galleria dell'Accademia (Madonna con Bambino e Cristo in pietà, 1435 circa), al Museo Stibbert, a Careggi, a Copenaghen, al Louvre di Parigi, a Baltimora, a San Pietroburgo, a Montauban, ecc.
Fu il padre del pittore Giusto d'Andrea che lavorò con Neri di Bicci e Benozzo Gozzoli. La data della morte è riportata dal Milanesi.